# Never Say Never (Justin Bieber)
Never Say Never è una canzone del cantante canadese Justin Bieber, colonna sonora del film The Karate Kid - La leggenda continua. Di genere pop, contiene intermezzi rap e fonde elementi hip-hop. Justin Bieber è la voce solista nel brano, mentre Jaden Smith interviene come supporto con intermezzi rap. È stata pubblicata per il download digitale l'8 giugno 2010.
In origine Never Say Never era una demo eseguita dal cantante Travis Garland, scritta e prodotta da The Messengers e Omarr Rambert. Per motivi sconosciuti, è stato scelto Justin Bieber per registrare la canzone per il film.
Never Say Never si è posizionata tra i primi venti singoli venduti in Australia, Canada, Norvegia e Nuova Zelanda, mentre ha raggiunto la top 10 negli Stati Uniti.
Never Say Never è anche il nome di un film documentario sulla vita di Justin Bieber.
È uno dei video che ha ottenuto la certificazione Vevo.

## Il brano
Il brano è una "traccia motivazionale". Justin Bieber canta di una vita piena di avversità, con strofe come: «Non ho mai pensato che avrei potuto camminare attraverso il fuoco / non ho mai pensato che avrei potuto bruciarmi»; Jaden Smith fa riferimento a sé e alla sua famiglia, ad esempio rappando: «Sono nato da due stelle, perciò atterro sulla Luna». Jaden Smith fa anche riferimento a Luke Skywalker e Kobe Bryant.

## Il video
Il video musicale  girato nel maggio 2010.  ufficiale, diretto da Honey (Laura Kelly e Nicholas Brooks), vede protagonisti Justin Bieber e Jaden Smith, che cantano la canzone e ballano a ritmo di musica in uno studio di registrazione; il video è intervallato dalle scene del film. Attualmente conta  1 miliardo di visualizzazioni.

## Classifiche
| Classifica (2010-2011) | Posizione massima |
| ---------------------- | ----------------- |
| Australia              | 17                |
| Austria                | 36                |
| Belgio (Fiandre)       | 26                |
| Belgio (Vallonia)      | 31                |
| Brasile                | 98                |
| Canada                 | 11                |
| Francia                | 93                |
| Irlanda                | 40                |
| Norvegia               | 18                |
| Nuova Zelanda          | 20                |
| Paesi Bassi            | 70                |
| Regno Unito            | 34                |
| Repubblica Ceca        | 57                |
| Stati Uniti            | 8                 |